# Robert Fontaine (Schachspieler)
Robert Fontaine (* 18. November 1980 in Suresnes) ist ein französischer Schach-Großmeister und -journalist, der von Juli 2016 bis November 2018 für den monegassischen Schachverband gemeldet war und seit November 2018 für den Schweizerischen Schachbund spielberechtigt ist.

## Leben
Fontaine siegte oder belegte vordere Plätze in mehreren Turnieren: 2. Platz beim Turnier in Opatija (2002), 2. Platz beim TS01GM Turnier in Novi Sad (2003), 1. Platz beim Las Vegas Masters (2006), 3. Platz bei der 81. französischen Meisterschaft in Besançon (2006), 2007 gewann er den Rilton Cup in Stockholm.
1997 wurde er Internationaler Meister, seit 2002 trägt er den Großmeister-Titel.
Als Schachjournalist schreibt er regelmäßig für Europe Échecs, für die er auch Videointerviews und -analysen produziert.
Seine Hochzeit im Februar 2009 mit der Großmeisterin Kateryna Lagno hatte ein großes Medienecho in Schachpublikationen.

## Vereine
In der deutschen Schachbundesliga spielte er in der Saison 2001/02 für den Erfurter SK sowie in der Saison 2010/11 und der Saison 2011/12 für die Sportfreunde Katernberg. In Frankreich spielte er für AS Cannes, in Serbien für Spartak Subotica (mit denen er 2005 die Meisterschaft von Serbien und Montenegro gewann), in Italien für Siena, in der britischen Four Nations Chess League für Wood Green Hilsmark Kingfisher, in der Schweiz für Réti Zürich, mit dem er in der Saison 2013/14 die Bundesliga und in der Saison 2014 die Nationalliga A gewann, sowie später für den Club d’Echecs de Genève, mit dem er 2019 Mannschaftsmeister wurde, Cercle d’échecs de Nyon und in Ungarn für Csuti Antal SK Zalaegerszeg, mit dem er 2008 ungarischer Mannschaftsmeister wurde.